# Mimetus wangi
Espèce
Mimetus wangi est une espèce d'araignées aranéomorphes de la famille des Mimetidae.

## Distribution
Cette espèce est endémique du Yunnan en Chine,. Elle se rencontre à Dulongjiang vers 1 634 m d'altitude.

## Description
Le mâle holotype mesure 3,34 mm et la femelle paratype 3,65 mm.

## Étymologie
Cette espèce est nommée en l'honneur de Jia-fu Wang.

## Publication originale
- Zeng, Wang & Peng, 2016 : Three spider species of the genus Mimetus Hentz, 1832 (Araneae, Mimetidae) from China. ZooKeys, no 626, p. 125-135 (texte intégral).